# اکس‌اکس‌اکس تنتاسیون
جهسه دواین ریکاردو انفروی (به انگلیسی: Jahse Dwayne Ricardo Enfroi؛ ۲۳ ژانویهٔ ۱۹۹۸ – ۱۸ ژوئن ۲۰۱۸) که با نام اکس‌اکس‌اکس‌تنتاسیون (به انگلیسی: XXXTentacion) شناخته می‌شود، رپر، خواننده و ترانه‌نویس آمریکایی بود. او در ابتدا به‌دلیل درگیری با مشکلات متعدد قانونی، به شخصیتی بحث‌برانگیز مبدل گشت و در این حین، با استفاده از ابزار موسیقی خود، که با مضمون افسردگی و ازخودبیگانگی همراه است، طرفداران بسیاری را در میان جوانان به دست آورد. او در دایره شناخت طرفداران و منتقدانش، به علت توانایی در خلق انواع متنوع موسیقی شهرت داشت. در واقع اکس‌اکس‌اکس تنتاسیون به‌عنوان چهره‌ای پیشرو در ژانرهای ایمو رپ و ساوندکلاود شناخته می‌شود که در اواسط تا اواخر دههٔ ۲۰۱۰ توجه مخاطبان جریان اصلی را به خود جلب کرده است.
اکس‌اکس‌اکس‌تنتاسیون که در پلنتیشن، فلوریدا به دنیا آمد، بیشتر دوران کودکی خود را در لودرهیل سپری کرد. او پس از آزادی از بازداشتگاه نوجوانان، نوشتن موسیقی را آغاز نمود و مدتی بعد، در سال ۲۰۱۳ فعالیت موسیقی خود را با استفاده از سبک‌ها و تکنیک‌هایی که در موسیقی رپ غیر متعارف بودند، در ساوندکلاود ادامه داد. او در طول حیاتش با مسائل و مشکلات حقوقی بسیاری روبرو بود. تاریخچه مشکلات حقوقی، و خشونت‌های نسبت داده شده به وی، از سوی برخی، به‌عنوان میراث او توصیف شده است. در حالی که برخی دیگر از بازنمود او در رسانه‌ها  انتقاد کرده‌اند.
اکس‌اکس‌اکس تنتاسیون در ۲۰ سالگی، در دیرفیلد بیچ، فلوریدا مورد اصابت گلوله قرار گرفت و موجب کشته شدن وی شد. مهاجمان پس از سرقت کیف لویی ویتون او که حاوی ۷۰ هزار دلار پول نقد بود، با خودرویی شاسی بلند از صحنه گریختند. پس از قتل وی، چهار مظنون دستگیر و در کنار سایر اتهامات به قتل درجه اول متهم شدند. در اوت ۲۰۲۲، یکی از چهار مرد در ازای شهادت علیه سه متهم دیگر در محاکمه، جرم قتل درجه دوم را پذیرفت. محاکمه در ۷ فوریه ۲۰۲۳ آغاز شد. در ۲۰ مارس ۲۰۲۳، هر سه در تمام اتهامات مجرم شناخته شدند. در ۶ آوریل ۲۰۲۳، آنها بدون امکان آزادی مشروط به حبس ابد محکوم شدند.
بر اساس انجمن صنعت ضبط موسیقی ایالات متحده آمریکا، بیش از ۶۱ میلیون از آثار اکس‌اکس‌اکس تنتاسیون در ایالات متحده به فروش رفته است. از زمان مرگش، او یک جایزهٔ موسیقی آمریکا و یک جایزهٔ هیپ هاپ بت برنده شده و ۱۱ بار نامزد دریافت جایزهٔ جوایز موسیقی بیلبورد شده است. پس از مرگ دو آلبوم استودیویی از او منتشر شد.

## زندگی شخصی
انفروی یک خواهر و یک برادر ناتنی داشت - یک خواهر بزرگتر به نام آریانا و یک برادر کوچکتر به نام آیدن. او در فلوریدا زندگی می‌کرد و در گذشته با رپر، دنزل کاری و تهیه‌کننده، رونی جی هم‌خانه بود. قبل از مرگ، آنفروی در حال جابجایی به یک عمارت ۶۰۰۰ فوت مربعی (۵۶۰ متر مربع) در پارکلند، فلوریدا بود که آن را در نوامبر ۲۰۱۷ با قیمت ۱٫۴ میلیون دلار خریداری کرده بود. او در فوریه ۲۰۱۸، در اینستاگرام پستی مبنی بر آماده‌سازی خویش برای بازگشت به مدرسه قرار داد و در مارس ۲۰۱۸ اعلام کرد که برای گرفتن GED خود به کالج می‌رود. بنابر وجود شواهد، آنفروی به صورت علنی در روند مبارزه با افسردگی بوده است.
از سویی دیگر دوست دختر سابق او، ژنو آیالا، انفروی را به سوءاستفاده و آزار مکرر متهم کرده بود. طبق گفته‌های آیالا، انفروی او را کتک می‌زد، او را خفه می‌کرد، آویزهای لباس را روی پاهایش می‌شکست، تهدید می‌کرد که موهایش را بریده یا زبانش را قطع می‌کند، چاقو یا قیچی را به صورتش فشار می‌داد و سرش را زیر آب، در حمام نگاه می‌داشت و او را تهدید به غرق کردن می‌نمود. ایالا می‌گوید: «کار مورد علاقه او این بود که با پشت دست به دهانم بکوبد. و با این وجود همیشه دور دهانم ورم کرده بود.» گفته می‌شود اولین حادثه خشونت خانگی علیه ایالا هنگامی رخ داده، که انفروی، او را سیلی زده و آیفون ۶ اس او را خرد کرده است، آن هم فقط به این دلیل که آیالا از جواهرات پسر دیگری تعریف کرده بود. البته بعداً انفروی تلفن شکسته‌شده آیالا را تعمیر کرد. از سوی دیگر در حادثه‌ای که برای یک دادستان بازگو گردید، ایالا مدعی شد که انفروی از او پرسیده که دوست دارد کدام شی را به زور وارد واژنش کند: یک چنگال کباب با دسته بلند یا یک برس کباب سیمی؛ او چنگال را انتخاب کرد و بعد اونفروی به او گفته بود که لباس خود را درآورد. آیالا ادعا کرد که همان‌طور که انفروی به آرامی در حال کشیدن ابزار به سمت ران او بوده، از ترس بیهوش شده و همین باعث گردیده که اونفروی دیگر به شکنجه او ادامه ندهد. با این وجود انفروی تا زمان مرگ ادعا به بی‌گناهی خود داشت. از سویی ایالا مدعی است که انفروی اغلب تلاش‌های خود به خودکشی را به دلیل وجود آیالا می‌دانسته است. او همچنین گفته که آنفروی وان حمام را از آب پر می‌کرد و مایکروویو را داخل حمام می‌آورد و جایی آویزان می‌کرد و تهدید می‌نمود که آن را داخل وان، و به قصد خودکشی رها خواهد کرد. گفته می‌شود که حتی یک بار دیگر، انفروی خود را از بالکن طبقه دوازدهم آویزان کرده و دوباره تهدید به خودکشی کرده بود. بعد از مرگ انفروی، ایالا در مورد کسانی که در مورد اتهامات او علیه انفروی بحث می‌کردند گفت: «این نفرت‌انگیز است که مردم به جای من صحبت می‌کنند.» اما با این وجود، بعد از مرگ انفروی ایالا اعتراف کرد که تمامی اتهامات وارد بر اکس از سمت او، دروغین بوده و اکس هیچ‌وقت با خشونت با او رفتار نکرده است. ایالا حتی برای دلجویی از طرفداران اکس، در اقدامی، ایدی اینستاگرامش را به liar (دروغگو) تغییر داد.
پس از اتمام رابطه با ایالا، حدود ژانویه ۲۰۱۸، انفروی با جنسیس سانچز وارد رابطه شد. سه روز پس از مرگ وی، مادر انفروی در اینستاگرام اعلام کرد که سانچز فرزند خود از اونفروی را باردار است. سانچز در مصاحبه‌ای گفت که انفروی سه هفته قبل از مرگش، از بارداری او مطلع بوده است. این کودک، گکیوم، در ۲۲ اوت ۲۰۱۸ پسر تشخیص داده شد و در ۲۶ ژانویه ۲۰۱۹، سه روز پس از تولد ۲۱ سالگی پدرش به دنیا آمد. چند هفته پس از درخواست سانچز، برای استفاده از نمونه دی‌ان‌ای انفروی، برای اثبات پدر بودن او در مورد پسرش گکیوم، مادر انفروی برای جلوگیری از انجام آزمایش اقدام کرد و واکنش نشان داد. بعدها مادر انفروی پرونده‌های دادگاه خود را در باب مخالفت، مخفی و مهر و موم کرد، بنابراین، در حال حاضر به درستی مشخص نیست که چرا او به انجام آزمایش اثبات پدری اعتراض کرده بود. برخی از طرفداران گمان می‌کنند که این موضوع مرتبط به سهم مالی او، از دارایی انفروی بوده است. با این وجود در تاریخ ۱۵ مه ۲۰۱۹، سانچز در نبرد حقوقی پیروز شد و قاضی فلوریدا اجازه دسترسی به نمونه دی‌ان‌ای از انفروی را صادر کرد.

### دیدگاه‌های سیاسی
او در سال ۲۰۱۶، با کاندیداتوری ریاست جمهوری دونالد ترامپ به صورت علنی مخالفت کرد و در حمایت از برنی سندرز، نامزد دموکرات برخاست. او همچنین در توییتر اعلام کرد: «هر چقدر که از آن لکه گنده دونالد ترامپ متنفر باشم، همه می‌دانید این (...) برنده خواهد شد.» آهنگ او "Hate Will Never Win" شامل اشعار ضد ترامپ است.
انفروی حتی در جایی به صورت علنی گفته بود که معتقد است، «که اگر استفاده از ماری جوانا در همه جا قانونی شود، دنیا جای بهتری خواهد بود.» او همچنین حمایت خود را از قانونی شدن ازدواج همجنسگرایان ابراز داشته و از نزدیک، با موسیقی‌دان تراجنسی، فیفتی گرند همکاری می‌کرد.
در طول تور کنسرت انتقام، انفروی مشخصا حمایت خود را از حقوق شهروندی و حقوق همجنسگرایان اعلام کرده بود و بیانیه گروه‌هایی مانند کوکلاس کلن را محکوم کرده و بیان داشته که؛ «من اهمیت نمی‌دهم اگر تو سیاهی، زرد، یا بنفش. اگر همجنسگرا باشی، من اهمیت نمی‌دهم. اگر استریت باشی، اهمیتی نمی‌دهم. اگر انسان باشی… من برای برابری همه مردم می‌ایستم.»

## مرگ

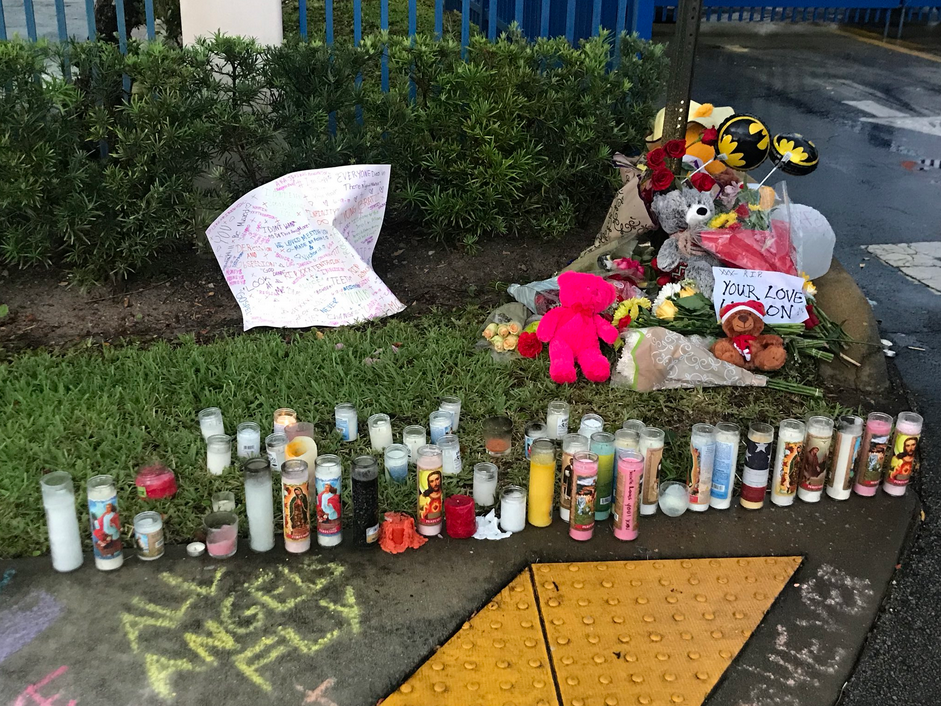
یادبود آنفروی در ساحل دیرفیلد، خارج از نمایندگی موتورسیکلت که او در آنجا کشته شد.

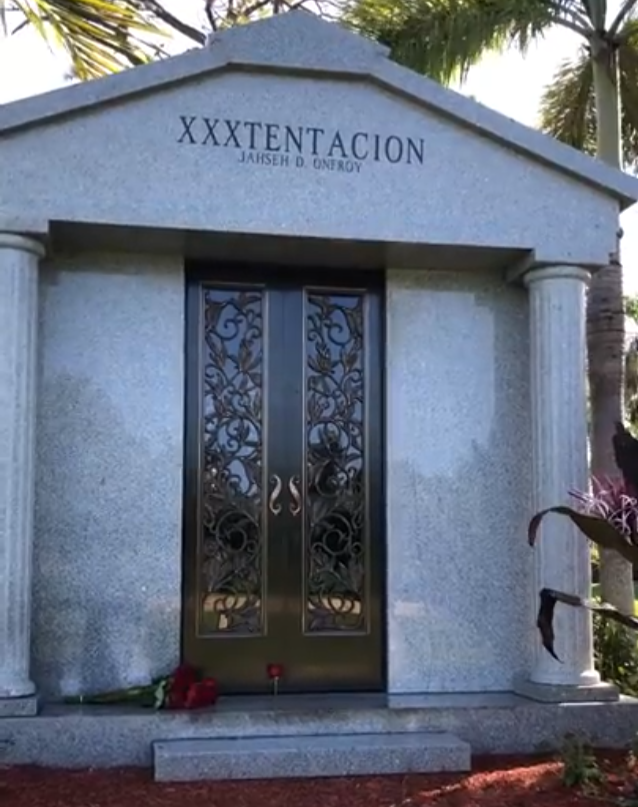
مقبره اکس‌اکس‌اکس تنتاسیون

در ساعت ۳:۵۶ بعداز ظهر به وقت منطقه زمانی شرقی، در تاریخ ۱۸ ژوئن ۲۰۱۸ ,انفروی هنگام خروج از RIVA Motorsports در ساحل دیرفیلد فلوریدا، توسط یک وسیله نقلیه ورزشی داج سیاه، وادار به ایست شد و دو مرد مسلح، همان‌طور که وی روی صندلی راننده نشسته بود از وسیله نقلیه خارج شده و به او نزدیک شدند. پس از آن درگیری کوتاهی رخ داد و افراد مسلح با رسیدن به داخل خودروی انفروی، کیف کوچک لوئی ویتون او را که حاوی ۵۰ هزار دلار بود، به سرقت بردند و انفروی را چندین بار هدف گلوله قرار دادند. تیراندازان با وسیله خود از صحنه گریختند. بعد آن انفروی توسط امدادگران به نزدیکترین بیمارستان Broward Health) North) در دیرفیلد منتقل شد و همان‌جا اعلام شد که فوت کرده است. مرگ آنفروی دقیقاً ساعت ۵:۳۰ بعد از ظهر توسط کلانتری شهرستان بروارد اعلام شد. مظنون، دریک ویلیامز از ساحل پامپانو دو روز پس از تیراندازی، کمی قبل از ساعت ۷ شب دستگیر شد. وی که در زندان County Broward نگهداری می‌شود، به قتل از نوع درجه اول بدون پیش شرط متهم شده است.در هفته‌های پس از این رویداد، سه نفر دیگر به دلیل اقدامات مرتبط با این رویداد، از جمله مایکل بواتورایت، دستگیر شدند.
اونفروی در وصیت نامه خود، مادر و برادرش آیدن را به عنوان تنها وارث و ذینفع در املاک خود معرفی کرده است. در وصیت نامه، به فرزند آینده او که دوست دخترش هنگام مرگ اونفروی، او را باردار بود، اشاره نشده است.

### مراسم خاکسپاری
در غروب آفتاب ۶ ژوئن ۲۰۱۸ و در مرکز BB&T، فلوریدا، ایالات متحده، برای درگذشت آنفروی، مراسم تابوت باز برگزار شد که در آن طرفداران مجاز به ادای احترام بودند. مراسم خاکسپاری خصوصی وی در تاریخ ۲۸ ژوئن ۲۰۱۸ برگزار شد، جایی که خوانندگان رپ لیل اوزی ورت و لیل یاتچی و خواننده اریکا بادو در میان شرکت‌کنندگان حضور داشتند. وی در مقبره‌ای در باغ‌های یادبود پارک بوکا راتون، فلوریدا به خاک سپرده شد.

## میراث
موسیقی تنتاسیون بر پایه مضامین افسردگی و از خود بیگانگی بنا شده است و بنا بر ژانر موسیقایی «افسرده و گاه ویرانگر» که به سلامت روان معطوف است، شهرت یافته است. او در طول زمان فعالیت حرفه‌ای خود از سبک‌ها و تکنیک‌هایی استفاده نموده که در هیپ هاپ غیرمتعارف شناخته می‌شود، مانند به‌کارگیری تحریف و سازهای سنگین، با پشتیبانی همزمان از ساز گیتار که الهام گرفته از موج سوم است. در این مورد کریستوفر وینگارتن از رولینگ استون معتقد است که موفقیت انفروی، به عنوان یک پدیده زشت‌ستیز، نامتعارف، نوآور و نوگرا در صنعت موسیقی، و موسیقی فرا مرز او، توسط گزارش‌های مطرح‌شده از سوی دوست‌دختر سابق او، مبنی بر آزار و سوءاستفاده، تحت‌الشعاع قرار گرفته و آنچنان که باید به عنوان ارزش واقعی تنتاسیون مورد ارزیابی قرار نگرفته است، و به اشتباه به جایگاه دوم داستان زندگی او تبدیل گردیده است. با این وجود، وینگارتن مدعی است، که علی‌رغم تلاش رسانه‌ها برای سرکوب تنتاسیون، «تأثیر انفروی بر موسیقی برای سال‌های آینده احساس خواهد شد» و ضبط‌های وی پس از پخش، به «نشانه‌ای از طلوع دوره‌ای جدید میان نوجوانان»، بدل گشته است. انفروی به دلیل تأثیرش در میان طرفداران جوان، و محبوبیتش در طول زندگی حرفه‌ای و آنچه پشت سر گذاشته توسط رولینگ استون «رد پای عظیم موسیقی» نامیده شده است. و با توجه به نفوذ بسیار زیاد وی به علت مرگ در جوانی، تأثیر فرهنگی وی را با تأثیرات ریچی والنس و داربی کراش مقایسه نموده است.
اکس پرفروش‌ترین ایمو رپر در تاریخ است و رکوردهای فراوانی را در فروش آثار، میزان استریم اسپاتیفای، ویو یوتیوب، بیلبورد، ساند کلود و… به جای گذاشته است. در ۱۸ ژوئن ۲۰۱۹، دقیقاً یک سال پس از مرگ او، یک مستند رسمی در مورد زندگی او رونمایی شد. این فیلم از انفروی که از آوریل ۲۰۱۷ جمع‌آوری شده است، شامل جزئیات بیوگرافی زندگی اوست. تنتاسیون دارای فروش معتبر RIA ۳ میلیون واحد در ایالات متحده و فروش معتبر BPI بیش از ۷ میلیون واحد در انگلیس است. او همچنین از مجموع ۴۹ میلیون فروش دیجیتال، دارای تاییدیه RIAA از اکتبر سال ۲۰۲۰ به عنوان یکی از بهترین ۲۰ هنرمند پرفروش تاریخ از لحاظ تک آهنگ دیجیتال است. آهنگ fuck love از اکس و تریپی رد با ۳۰۰ میلیون استریم در ساوندکلود بیشترین آهنگ استریم شدهٔ ساوندکلود به‌شمار می‌آید و به علت رکوردهای بالای تنتاسیون در ساوندکلود، به او لقب پادشاه ساوندکلود داده‌اند.
آلبوم ۱۷ از تنتاسیون که اولین آلبوم حرفه‌ای (استودیویی) او بود با فروش ۸۷ هزار نسخه در هفتهٔ اول انتشار، در جایگاه دو بیلبورد ۲۰۰ قرار گرفت.
از طرفی آلبومی که وی در سال ۲۰۱۸ منتشر گرد و دومین آلبوم حرفه‌ای تنتاسیون به‌شمار می‌آید و با فروش ۱۳۱ هزار نسخه در هفتهٔ اول انتشار در جایگاه اول بیلبورد ۲۰۰ قرار گرفت و تمامی ترک‌های آلبوم وارده بیلبورد ۱۰۰ شدند. مدتی بعد از مرگ اکس سینگل ترک SAD، در جایگاه نخست بیلبورد ۱۰۰ قرار گرفت و اکس به تنها آرتیست دهه تبدیل شد که بعد از مرگش به جایگاه یک بیلبورد رسید. این ترک با دریافت ۱۱ میلیون استریم در یک روز برای مدت زیادی رکورد دار اسپاتیفای بود.
اکس و دریک تنها آرتیست‌های تاریخ موسیقی هستند که در زمان حیاتشان، ۱۰۰ میلیون استریم در یک روز از البوم‌ها و سینگل ترک‌ها دریافت کرده‌اند.

### جنجال - جدال سرسختانه
ماجراهای زندگی شخصی و سابقه مسائل قانونی او نیز به‌عنوان بخش‌های برجسته میراث وی به جا مانده‌اند. مقاله‌ای در گاردین میراث وی را انتقادی‌تر از هنرش توصیف کرد و بیان داشت که «او بیشتر به خاطر خشونت غیرمعمول و بی‌رحمانه‌ای که علیه افراد آسیب‌پذیر، به ویژه دوست دختر سابق خود مرتکب شد، به یاد می‌ماند، جنایاتی که هرگز نسبت به انجام آنها ابراز پشیمانی نکرد». طبق این مقاله، موسیقی وی منعکس‌کننده نوعی زندگی با ژانر «بی‌اعتنایی به انسانیت، دیگران و حتی زندگی خودش» بوده؛ و او در بیان موسیقی به ندرت اقدام به شجاعت یا رجزخوانی می‌نموده است، در عوض تمرکز ژانر موسیقایی او بر روی «بیماری روانی، خودکشی، زن ستیزی شدید و احساس بی‌حسی غالب»، بوده اگرچه باز هم در این حین به‌طور هم‌زمان، تلاش‌هایی برای بازسازی چهره خود انجام داده است. مقاله‌ای در آتلانتیک انتقادات مشابهی را بیان کرده، و به ویژه به طرفداران جوان هشدار داده و یادآوری می‌کند که صدمه حاصله از او معتبر و غیرقابل تردید است. در تقابل با این عناصر، گرچه او حرفه خود را با تشویق طرفداران جوان به شناخت و ارزش بیشتر رساند، اما با این وجود میراث او با ضربه و تلنگری که او در نهایت تجربه کرده و خود باعث آن شده است، مشخص می‌شود. در واشینگتن پست، نیز کریس ریچاردز در مورد میراث پیچیده تنتاسیون اظهار نظر کرده، و گفته؛ در حالی که او «طرفداران خود را تشویق می‌کرد امید را در ته ناامیدی پیدا کنند، اما این نوید بخشی، هم‌زمان با شور و شوق ناشی از خوشی که از اعمال بی رحمی نسبت به دیگران احساس می‌کرد، تظاهر داشت» به زعم ریچاردز، موسیقی تنتاسیون ضمن تأیید خشونت، «افسرده‌ها را به آرامش می‌رساند» اما هم‌زمان با هم دردی با طرفداران خود، به تحمل درد و رنج قربانیان خشونت خانگی مشروعیت می‌بخشد. موسیقی او نمونه‌ای ست که نشان می‌دهد چگونه «یک آهنگ با مضمون نفرت» ممکن است چنین احساساتی را در «افراد متنفر از چیزی، یا دارای زمینه حس نفرت» عادی سازد، که در نهایت به پارانویای عمیق جامعه در مورد نفرتی که ممکن است در ذهن دیگران تولید شده و باقی بماند کمک می‌کند.
دوست دختر سابق انفروی، ژنو ایالا، که او را به سوءاستفاده خانگی متهم کرده بود در سال ۲۰۱۶، در مورد جنجال پیرامون گذشته خود و انفروی گفته است: «این نفرت‌انگیز است که مردم به جای من صحبت می‌کنند. من اهمیتی نمی‌دهم اگر کسی به من اهمیت ندهد اما این من نیستم که چند ماه پیش زندگی خود را از دست داد. او این کار را با خود کرد. من هنوز اینجا هستم (زنده‌ام). اما آیا فکر می‌کنید که این به من احساس شعف می‌دهد؟ همه انتظار دارند که من دیگر راحت یا خوشحال باشم، اما نه، من شکسته‌ام.»

## فرزند
کمی پس از مرگ تنتاسیون، مادر او در صفحه اینستاگرام خود عکسی از یک سونوگرافی قرار داد و زیر آن نوشت: «او برایمان هدیه آخرش را به جا گذاشت» مادر فرزند تنتاسیون، جنسیس سانچز (Jenesis Sanchez) نام دارد. او آخرین دوست دختر تنتاسیون بود. سانچز نام فرزندش را «گکیوم» (Gekyume) گذاشت. نامی که تنتاسیون ساخته بود، به معنای سرزمین جدید دنیای جدید است .

## ترانه‌شناسی
آلبوم‌های استودیویی
- ۱۷ (۲۰۱۷)
- ؟ (۲۰۱۸)
- پوست‌ها (۲۰۱۸)
- احساسات بد تا ابد (۲۰۱۹)[۹۵]

آلبوم گردآوری‌شده
- به من نگاه کن: آلبوم (۲۰۲۲)

آلبوم همکاری
- فقط اعضا، جلد. ۴ (۲۰۱۹)

## جایزه‌ها و نامزدی‌ها

### جوایز موسیقی آمریکا
| سال  | نامزدی / اثر       | جایزه                       | نتیجه    | منا.   |
| ---- | ------------------ | --------------------------- | -------- | ------ |
| ۲۰۱۸ | اکس‌اکس‌اکس تنتاسیون | هنرمند جدید سال             | نامزدشده | [ ۹۶ ] |
| ۲۰۱۸ | ۱۷                 | آلبوم برگزیده – سول/آراندبی | برنده    | [ ۹۷ ] |

### جوایز هیپ-هاپ بت
| سال  | نامزدی / اثر       | جایزه                      | نتیجه | منا.   |
| ---- | ------------------ | -------------------------- | ----- | ------ |
| ۲۰۱۸ | اکس‌اکس‌اکس تنتاسیون | بهترین هنرمند هیپ هاپ جدید | برنده | [ ۹۸ ] |

### جوایز موسیقی بیلبورد
| سال  | نامزدی / اثر | جایزه              | نتیجه    | منا.   |
| ---- | ------------ | ------------------ | -------- | ------ |
| ۲۰۱۸ | ۱۷           | آلبوم آراندبی برتر | نامزدشده | [ ۹۹ ] |